# Pendantiv
Pandantiv (od franc. pendantif, privjesak) je naziv za sferni trougao koji ima funkciju prijelaznoga članka za formiranje kupole nad kvadratičnim ili poligonalnim tlocrtom. Smatra se savršenim rješenjem toga prijelaza, kako u konstruktivnom, tako i u estetskom smislu.
Oblika je trougaonog segmenta kugle, čiji promjer odgovara dijagonali kvadrata na čije se uglove upiru vrhovi pandantiva. Na presjeku te zamišljene kugle 4 pandantiva se, često dodirujući se, spajaju u krug koji čini osnovu kupole.
Klasična rimska arhitektura nije poznavala konstrukciju kupole na pandantivima. Pandantivi su, po svoj prilici, otkriveni i prvi puta primijenjeni na tlu Armenije između 4. i 6. st.
Najstariji sačuvani primjeri pandantiva nalaze se istočnorimskoj tj. vizantijskoj arhitekturi grada Gerese (Jordan) i na Aja Sofiji, podignutoj između 532. i 537. godine prema projektima Antemija iz Trala i Izidora iz Mileta, te još nešto ranije na djelu istih arhitekata – crkvi sv. Sergija i Bakha, podignutoj između 527. i 536. godine, kao svojevrsna maketa za veličanstvenu Aja Sofiju.

## Literatura
- Damjanov/Radulić 1967 - Damjanov, Jadranka; Radulić, Ksenija: Pandantiv, Umjetnost (Likovne umjetnosti), 3. izdanje, Zagreb, 1967, str. 185
- Gvozdanović 1964 – Srebrenka Gvozdanović: Pandantiv, Enciklopedija likovnih umjetnosti, sv. 3, Zagreb, 1964, str. 626
- Müller/Vogel 1999 - Werner Müller; Gunther Vogel: Atlas arhitekture 1, preveo Milan Pelc, Zagreb, 1999, str. 49, 63